# Slavko Goluža
Slavko Goluža (Stolac, 1971. szeptember 17. –) olimpiai - és világbajnok horvát kézilabdázó, edző.

## Pályafutása

### Klubcsapatban
Slavko Goluža Stolac városában született, a mai Bosznia-Hercegovina területén. Pályafutása kezdetén az RK Zagreb csapatának tagja volt, az első önálló horvát bajnokságban is pályára lépett. 1991-ben, 1992-ben, 1993-ban, 1994-ben, 1995-ben, 1996-ban, 1997-ben és 1998-ban csapatával megnyerte a horvát bajnokság, de legnagyobb sikere az 1992-es és 1993-as Bajnokok Ligája-győzelem volt. 1998-ban igazolt a német TuS Nettelstedt-Lübbecke csapatához. Németországban azonban nem érezte jól magát, ezért egy szezont követően hazaigazolt, és az RK Metković játékosa lett. 2000-ben és 2001-ben Horvát Kupát, 2000-ben pedig EHF-kupát nyert a csapattal. 2002-ben ismét légiósnak állt, a francia Paris Saint-Germain Handball, majd 2003-ban a magyar Fotex Veszprém játékosa lett. 2004-ben magyar bajnok és kupagyőztes lett a bakonyi klubbal. Pályafutása végén visszatért az RK Zagrebhez, akikkel 2006-ban megnyerte a bajnokságot és a kupát.

### A válogatottban
Slavko Goluža több mint 200 alkalommal viselte a horvát kézilabda-válogatott mezér. A nemzeti csapatnak egy időben kapitánya is volt, 1996-ban és 2004-ben olimpiai bajnok, 2003-ban világbajnok lett, és szerzett még két világbajnoki ezüstérmet is. 

### Edzőként
2006-ban befejezte játékos pályafutását és Lino Červar segítője lett a válogatott mellett. 2010 júliusában átvette Červar posztját, miközben 2012-től párhuzamosan a Croatia Osiguranje Zagreb vezetőedzője is volt. A 2012-es olimpián bronzérmet szerzett a horvát csapat az irányításával.2015-ben Željko Babić váltotta. 2017-ben ideiglenesen kinevezték az RK Zagreb élére. 2017 óta a szlovák Tatran Prešov vezetőedzője.

## Politikai karrierje
Aktív játékos pályafutását követően a Horvát Demokratikus Közösség színeiben politizált. Metkovićban képviselő jelöltként vett részt a 2009-es horvát elnökválasztáson, ahol Andrija Hebrang támogatásával indult.

## Díjai és elismerései
2012-ben Golužát az év horvát kézilabdaedzőjének választották.

## Sikerei, díjai
Zagreb
- Horvát bajnok (9): 1991-92, 1992–93, 1993–94, 1994–95, 1995–96, 1996–97, 1997–98, 2004–05, 2005–06
- Horvát kupagyőztes (9): 1992, 1993, 1994, 1995, 1996, 1997, 1998, 2005, 2006
- Jugoszláv bajnok (1): 1990-91
- Bajnokok Ligája-győztes (2): 1991-92, 1992–93
- Európai Szuperkupa-győztes (1): 1993

Metković
- Horvát kupagyőztes (2): 2001, 2002
- EHF-kupa-győztes (1): 2000

Veszprém
- Magyar bajnok (1): 2003-04
- Magyar Kupa-győztes (1): 2004

Edzőként
Zagreb
- Horvát bajnok (3): 2012-13, 2016-17, 2022-23
- Horvát kupagyőztes (2): 2013, 2017
- SEHA-liga-győztes (1): 2012-13

Egyéni elismerés
- A legjobb horvát kézilabdázó a Sportske novosti és a Horvát Kézilabda-szövetség választásán: 2001
- A legjobb horvát kézilabdaedző a Sportske novosti és a Horvát Kézilabda-szövetség: 2012, 2013, 2014

### Állami kitüntetés
- Trpimir hercegi rend - 1996[10]